# ローリング・サンダー (映画)
『ローリング・サンダー』（Rolling Thunder）は、1977年にアメリカで製作されたアクション映画。ベトナム戦争で過酷な捕虜生活を体験した男が、帰国後、平和の中で自分の居場所を失ってしまうが、メキシコから来た強盗集団に妻子を殺され自身も片腕を失うという理不尽な暴力に遭ったことで、復讐という闘争の中にカタルシスを求める。
監督のジョン・フリンは、アクション映画『組織』（Outfit, 1973年）と本作により"B級アクション監督"としての名を確実なものにした。ポール・シュレイダーの脚本は、この作品でベトナム帰還兵の孤独を語りながらも断ち切れない暴力の連鎖を映し出している。

## ストーリー
1973年、ベトナム戦争からテキサス州の小さな町へ帰還した空軍将校レーン少佐（ウィリアム・ディヴェイン）と部下のジョニー伍長（トミー・リー・ジョーンズ）は、地元で英雄として大歓迎される。しかしベトナム・ハノイでの7年間に及ぶ捕虜生活でうけた凄惨な拷問により、レーンの精神は傷ついていた。
町をあげての歓迎イベントはレーンの功労をねぎらい、余生の幸福と繁栄を願って「捕虜生活を1日1枚ずつ換算した高額な銀貨」と「テキサス州の誇りを象徴したベル」、そして「キャデラック」を贈呈してしめくくられたが、周囲の歓迎ぶりとは裏腹にレーンの表情は醒めていた。その様子をベルを手渡したリンダ（リンダ･ヘインズ）だけが気づき、彼女もレーンと同様、イベントが虚しいものだと感じていた。
主人の帰郷を待ちかねた家庭に戻ったレーンだが、ベトナムで長い時間を過ごした影響で家庭は変わっていた。レーンの妻ジャネット（リサ・リチャーズ）は夫の出兵中の寂しさに耐え切れず地元の州警官クリフ（ローラソン・ドリスコル）と親しい関係を築いてしまい、乳飲み子だった愛息のマークも、すっかり成長しクリフへなついてしまっている。捕虜として拘束され続けていたレーンには不本意な日常生活ではあるが、形ばかりの崩壊しかかった家庭をどうする事もできず、息子にぎこちない愛情を注ぐことしかできなかった。
戦地での苛酷な兵役体験を知らない家族とクリフにはレーンの心中を理解できなかった。クリフはジャネットとの関係も含めてレーンと新たな関係を築こうとするが、レーンは妻の事には無頓着な様子で、唯一、息子に親しくし過ぎないようにとクリフに告げる。戦地でベトコンから受けた拷問のありさまを話し、憑かれたようにそれを再現してみせるレーンの振る舞いに、クリフは互いの溝の深さを感じる。
数日後、レーンの家に強盗が入る。強盗一味は歓迎イベントでの銀貨贈呈をニュースで観たメキシコ人の徒党だった。彼らはレーンを脅し痛めつけるが、レーンは捕虜生活での拷問体験がフラッシュバックして頑なに口を開かない。終にはディスポーザーでレーンの右手を破砕したところへ妻子が帰宅する。息子のマークは躊躇なく銀貨を渡すが、強盗たちは母子を射殺し、レーンをも撃って逃走する。
一命を取り留め病院で療養するレーンは失った片腕に義手を取り付ける。息子を亡くした失意を静かな怒りへ変えた彼は、金属製の2本爪が装着された単純な義手を巧みに操れるよう根気よくリバビリを重ねる。そして義手を使って銃弾をひろい、ついにリボルバーへ差しつかえなく装填できるようになると、軍医と共に病院を後にする。
レーンに心惹かれるリンダは病院へも見舞いに行き、彼と親しく接し始めていた。警察に強盗の詳細を話さずにいたレーンは、一味の会話からおおよその居所を察しており、リンダを連れてメキシコへと向かう。レーンの動向に気付いたクリフは警察の捜査網を使ってレーンを止めるべく先回りしようとするが、強盗たちに返り討ちに遭ってしまう。
強盗一味を探す危険な道行きの中で、リンダはレーンの孤独に共感し、共に生きたいと望むようになる。しかしレーンはリンダをモーテルに残し、エルパソで暮らすかつての盟友･ジョニー伍長のもとへ向かう。そして、強盗一味の潜伏先を特定する。
帰郷した町に居場所の無さを感じていたジョニーは、レーンと共に強盗一味を殲滅すべく、直ちに銃器を用意する。軍服に身を包んだ二人はキャデラックに乗り込み、強盗一味の根城である売春宿へ向かう。
売春宿に到着した二人はショットガンを手に襲撃する。阿鼻叫喚のなか、一味を射殺していくが、頭数の多さに手こずる。二人とも被弾するもひるまずに応戦し、最後には一味を殲滅する。二人は深手を負っていたものの、静かにお互いを支えながら戦場のようになった血まみれの売春宿を後にした。

## キャスト
| 役名                 | 俳優                     | 日本語吹替                                                                                  |
| 役名                 | 俳優                     | テレビ東京版                                                                                |
| -------------------- | ------------------------ | ------------------------------------------------------------------------------------------- |
| チャールズ・レーン   | ウィリアム・ディヴェイン | 田中信夫                                                                                    |
| ジョニー・ヴォーデン | トミー・リー・ジョーンズ | 小杉十郎太                                                                                  |
| リンダ・フォルシェ   | リンダ・ヘインズ         | 井上喜久子                                                                                  |
| テクサン             | ジェームズ・ベスト       | 宝亀克寿                                                                                    |
| マックスウェル       | ダブニー・コールマン     | 有本欽隆                                                                                    |
| ジャネット           | リサ・リチャーズ         | 久保田民絵                                                                                  |
| スリム               | ルーク・アスキュー       | 菅原正志                                                                                    |
| クリフ               | ローラソン・ドリスコル   | 牛山茂                                                                                      |
| ロペス               | ジェームズ・ヴィクター   | 塩屋浩三                                                                                    |
| キャンディ           | キャシー・イェーツ       | 西宏子                                                                                      |
| マーク               | ジョーダン・ガーラー     | 真柴摩利                                                                                    |
| その他               |                          | 川浪葉子 磯辺万沙子 江川央生 丸山詠二 岡村明美 平田広明 古澤徹 水野龍司 田中正彦 定岡小百合 |
|                      |                          |                                                                                             |
| 演出                 |                          | 福永莞爾                                                                                    |
| 翻訳                 |                          | 久保喜昭                                                                                    |
| 調整                 |                          | 山田太平                                                                                    |
| 効果                 |                          | くりぷろ                                                                                    |
| 担当                 |                          | 菅原有美子                                                                                  |
| プロデューサー       |                          | 柳川雅彦 脇田勝                                                                             |
| 配給                 |                          | ムービーテレビジョン                                                                        |
| 解説                 |                          | 木村奈保子                                                                                  |
| 制作協力             |                          | 武市プロダクション                                                                          |
| 制作                 |                          | テレビ東京 ムービーテレビジョン                                                             |
| 初回放送             |                          | 1994年3月24日 『木曜洋画劇場』 BD収録                                                       |

## 評価と影響
大作映画では無いにもかかわらず、本作品のもたらす奇蹟的な影響力はジャンルを超えて多岐へわたり、スクリーンの世界では『マッドマックス』、『狂い咲きサンダーロード』等へ、この作品からの影響と思われる部分が散見する。
クエンティン・タランティーノは「お気に入りの映画」として公言している事でも知られ、タランティーノが設立した映画配給会社であるローリングサンダー・ピクチャーズはレーベル名だけでなくエンブレムまでこの映画の画像をモチーフにデザインされている。クエンティン・タランティーノの映画評論の本である『Cinema Speculation』（2022）でも１章を割いている。多くのタランティーノの作品では、この作品に登場する「エル･パソ」という地域が物語上重要な鍵となるお約束の舞台として設定される。